# Macchi M.4
Il Macchi M.4 fu un idrovolante biplano a scafo centrale, multiruolo ad uso militare, biposto e monomotore in configurazione spingente, sviluppato dall'azienda aeronautica italiana Aeronautica Macchi nei tardi anni dieci del XX secolo.
Costruito nel 1917 su progetto di Carlo Felice Buzio per sostituire il meno prestazionale Macchi M.3 da cui derivava, venne realizzato in piccolissima serie e utilizzato dai reparti aerei della Regia Marina durante la prima guerra mondiale fino al suo avvicendamento con modelli più avanzati.

## Storia del progetto
Derivato dal precedente M.3 cercò di superare in prestazioni lo stesso, viste le aumentate esigenze belliche. Esso fu costruito in due soli esemplari e rappresenta l'ultimo esponente della tecnologia costruttiva che partì dal modello Macchi L.1.
Agli inizi del 1918 venne abbandonato in favore del concettualmente più moderno Macchi M.9.

## Tecnica
Esso era un biplano, biposto, monomotore costruito in legno e tela con impennaggi in acciaio rivestiti in tela, secondo la tecnologia dell'epoca. Aveva come l'M.3 due piccoli galleggianti laterali.
Venne sperimentato con due motori diversi: il Fiat A.12 da 300 CV e il F.T. da 420 CV, che consentivano al velivolo velocità rispettivamente di 165 km/h e di 190 km/h; utilizzava una elica bipala in legno di tipo spingente.
Era capace di un carico utile di 600 kg di bombe; venne studiata, su uno dei due esemplari, la possibilità di montare un cannoncino Vickers antisommergibile.